# Кангас
Кангас (гал. Cangas, ісп. Cangas de Morrazo) — муніципалітет в Іспанії, у складі автономної спільноти Галісія, у провінції Понтеведра. Населення — 25 748 осіб (2009).
Муніципалітет розташований на відстані близько 470 км на північний захід від Мадрида, 21 км на південний захід від Понтеведри.

## Демографія
Динаміка населення (INE ):

## Галерея зображень

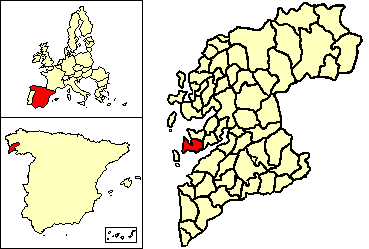
Розташування муніципалітету
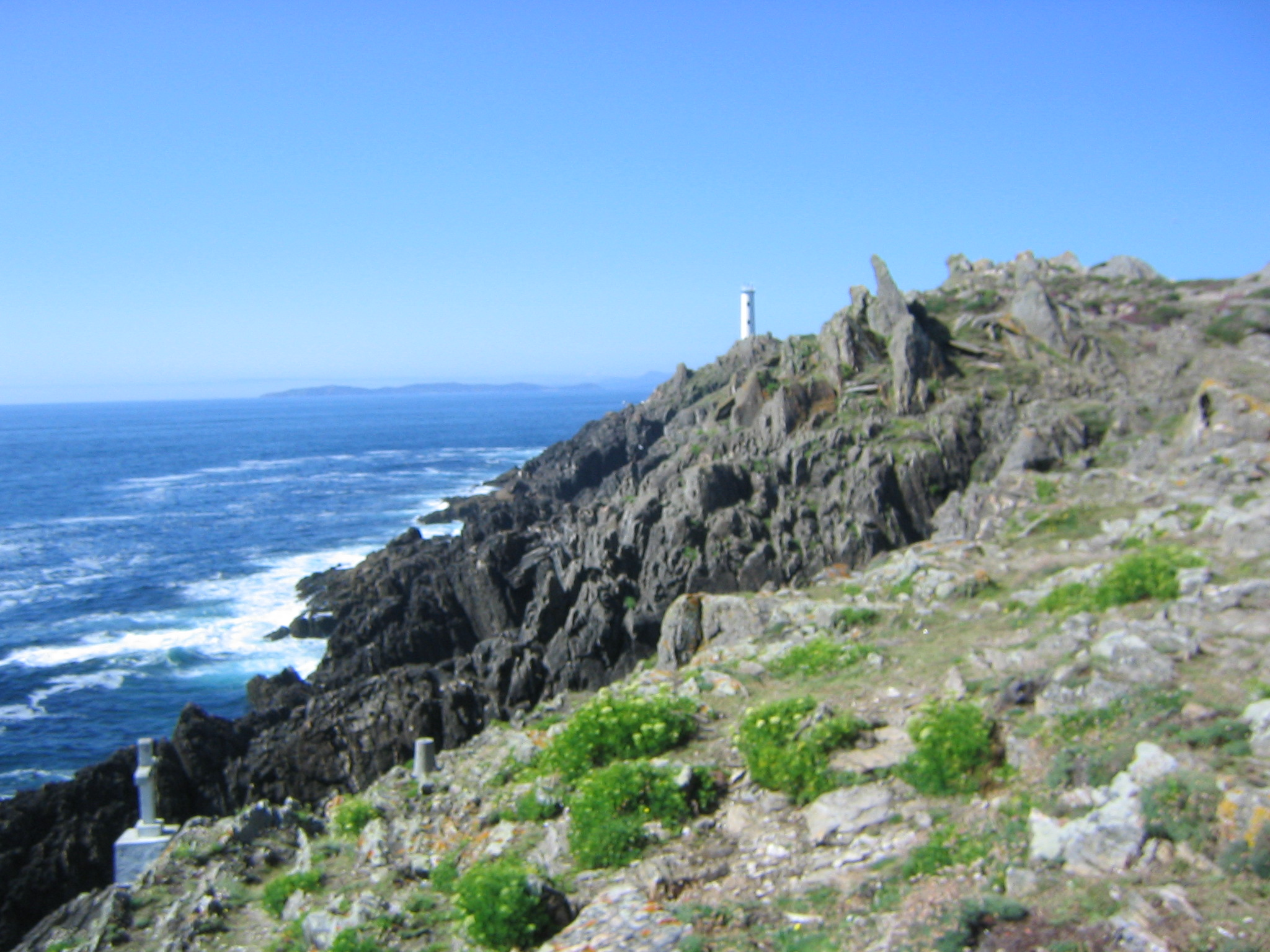
Мис Оме
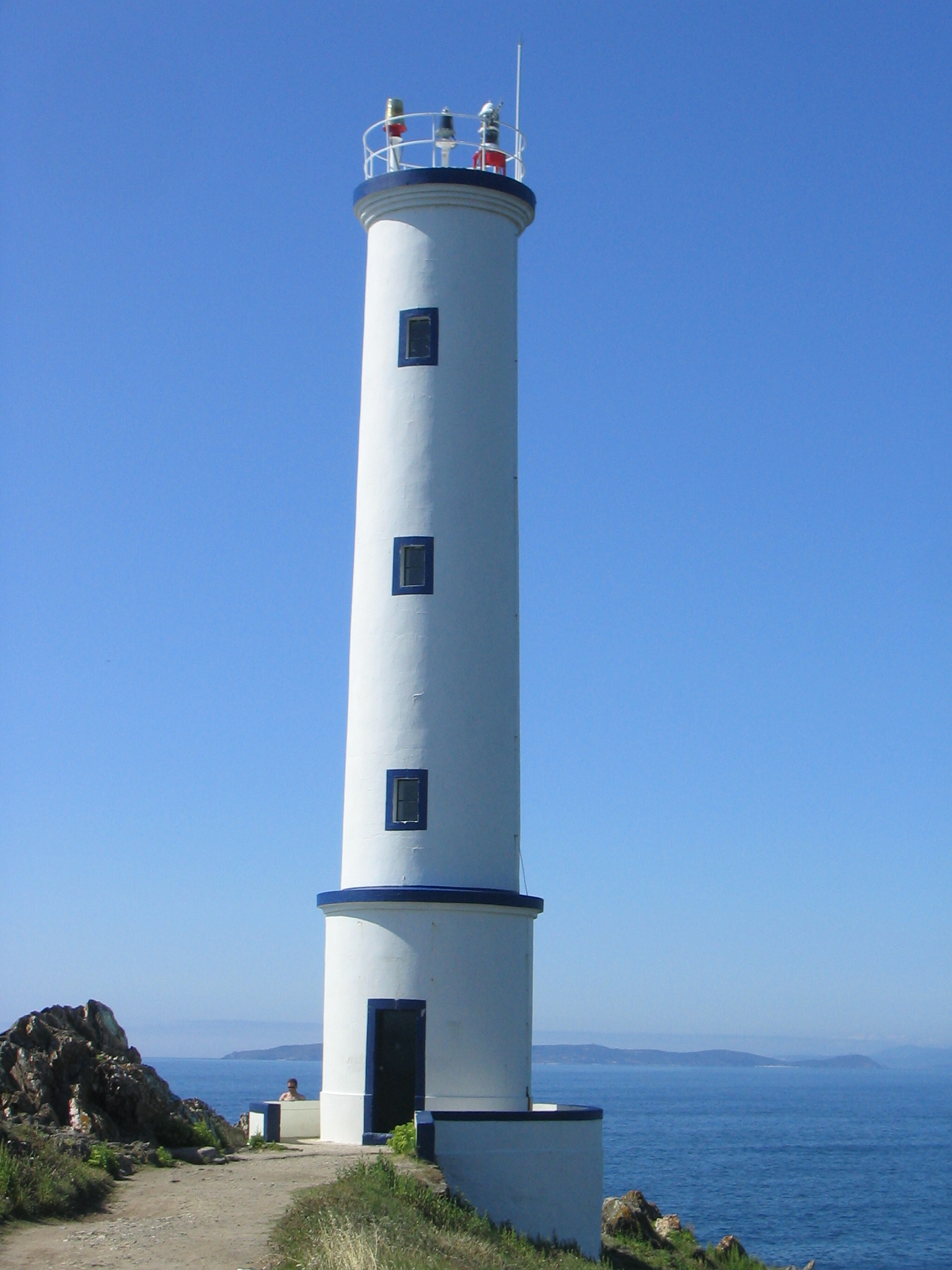
Маяк на мисі Оме